# Shocking Blue
Shocking Blue war eine niederländische Rockband, die 1967 in Den Haag gegründet, 1974 aufgelöst und mehrfach neu gebildet wurde. Ihr größter Erfolg war Venus aus dem Jahr 1969.

## Bandgeschichte
Shocking Blue wurde 1967 von Robbie Van Leeuwen gegründet. Die zweite Single Lucy Brown Is Back in Town, gesungen von Fred de Wilde, erreichte 1968 in den Niederlanden Platz 21.
Auf einer Party der Rockband Golden Earring, die bereits ihren ersten Nummer-1-Hit in den Niederlanden hatten, trat Mariska Veres auf. Rob van Leeuwen, als Gast geladen, war von Veres so begeistert, dass er seinen Sänger entließ und Veres engagierte. Das erste Album mit ihr sowie die Single Venus  wurden zum Welterfolg. Besonders in Japan und Lateinamerika wurden Shocking Blue gefeiert. Ab 1972 gab es zahlreiche Wechsel in der Besetzung, selbst van Leeuwen stieg aus. 1975 zerbrach die Gruppe schließlich und die einzelnen Mitglieder schlossen sich anderen Bands an. Mariska Veres startete 1976 eine Solokarriere und sang mit geringerem, eher nationalem Erfolg von nun an in Deutsch und Englisch.
Van Leeuwen versuchte 1979, ein Comeback der Band einzuleiten. Mit Louise wurde auch ein neuer Titel aufgenommen, der allerdings nie erschien, da das Projekt schnell wieder beendet wurde. Immer mal wieder fanden sich dennoch Musiker unter dem alten Namen zusammen, um auf Oldie-Festivals aufzutreten. Ein erneuter Versuch, die Band zu beleben, wurde im September 1993 von Mariska Veres gestartet. Die anderen ehemaligen Mitstreiter zeigten aber kein Interesse. Van Leeuwen erlaubte Veres jedoch, den Namen Shocking Blue für ein eigenes Projekt zu verwenden und produzierte auch dessen erste Single Body & Soul. Im Dezember 1993 hatte die Neuformation in Utrecht ihren ersten Auftritt. Bis zum Tod von Veres waren Shocking Blue vor allem in Deutschland auf vielen Oldie-Festivals vertreten. 
Der Song Love Buzz, 1988 in nur kleiner Stückzahl auf der ersten Single der später sehr erfolgreichen Band Nirvana veröffentlicht, stammt im Original von Shocking Blue.

## Diskografie

### Studioalben
| Jahr | Titel Musiklabel                         | Höchstplatzierung, Gesamtwochen, AuszeichnungChartplatzierungen (Jahr, Titel, Musiklabel, Platzierungen, Wochen, Auszeichnungen, Anmerkungen) | Höchstplatzierung, Gesamtwochen, AuszeichnungChartplatzierungen (Jahr, Titel, Musiklabel, Platzierungen, Wochen, Auszeichnungen, Anmerkungen) | Höchstplatzierung, Gesamtwochen, AuszeichnungChartplatzierungen (Jahr, Titel, Musiklabel, Platzierungen, Wochen, Auszeichnungen, Anmerkungen) | Anmerkungen                              |
| Jahr | Titel Musiklabel                         | DE | US | NL | Anmerkungen                              |
| ---- | ---------------------------------------- | --- | --- | --- | ---------------------------------------- |
| 1967 | Shocking Blue Polydor                    | — | US31 (17 Wo.)US | — | Erstveröffentlichung: 27. November 1967  |
| 1969 | At Home Pink Elephant                    | DE30 (8 Wo.)DE | — | NL6 (12 Wo.)NL | Erstveröffentlichung: 30. September 1969 |
| 1970 | Scorpio’s Dance Pink Elephant            | — | — | NL10 (1 Wo.)NL | Erstveröffentlichung: 29. August 1970    |
| 1971 | Third Album Pink Elephant                | — | — | — | Erstveröffentlichung: 15. April 1971     |
| 1972 | Inkpot Pink Elephant                     | — | — | — | Erstveröffentlichung: 20. März 1972      |
| 1972 | Attila / Eve and the Apple Pink Elephant | — | — | — | Erstveröffentlichung: 1972               |
| 1973 | Ham Pink Elephant                        | — | — | — | Erstveröffentlichung: 1973               |
| 1974 | Dream on Dreamer Pink Elephant           | — | — | — | Erstveröffentlichung: 1974               |
| 1974 | Good Times Pink Elephant                 | — | — | — | Erstveröffentlichung: 30. Oktober 1974   |

grau schraffiert: keine Chartdaten aus diesem Jahr verfügbar

### Livealben
- 1972 Live in Japan (Pink Elephant)

### Kompilationen
| Jahr | Titel Musiklabel                              | Höchstplatzierung, Gesamtwochen, AuszeichnungChartsChartplatzierungen (Jahr, Titel, Musiklabel, Platzierungen, Wochen, Auszeichnungen, Anmerkungen) | Anmerkungen                |
| Jahr | Titel Musiklabel                              | NL | Anmerkungen                |
| ---- | --------------------------------------------- | --- | -------------------------- |
| 2015 | The Golden Years of Dutch Pop Music Universal | NL39 (1 Wo.)NL | Erstveröffentlichung: 2015 |
| 2017 | The Blue Box Red Bullet                       | NL83 (2 Wo.)NL | Erstveröffentlichung: 2017 |

### Singles
| Jahr | Titel Album                  | Höchstplatzierung, Gesamtwochen, AuszeichnungChartplatzierungen (Jahr, Titel, Album, Platzierungen, Wochen, Auszeichnungen, Anmerkungen) | Höchstplatzierung, Gesamtwochen, AuszeichnungChartplatzierungen (Jahr, Titel, Album, Platzierungen, Wochen, Auszeichnungen, Anmerkungen) | Höchstplatzierung, Gesamtwochen, AuszeichnungChartplatzierungen (Jahr, Titel, Album, Platzierungen, Wochen, Auszeichnungen, Anmerkungen) | Höchstplatzierung, Gesamtwochen, AuszeichnungChartplatzierungen (Jahr, Titel, Album, Platzierungen, Wochen, Auszeichnungen, Anmerkungen) | Höchstplatzierung, Gesamtwochen, AuszeichnungChartplatzierungen (Jahr, Titel, Album, Platzierungen, Wochen, Auszeichnungen, Anmerkungen) | Höchstplatzierung, Gesamtwochen, AuszeichnungChartplatzierungen (Jahr, Titel, Album, Platzierungen, Wochen, Auszeichnungen, Anmerkungen) | Anmerkungen                             |
| Jahr | Titel Album                  | DE | AT | CH | UK | US | NL | Anmerkungen                             |
| ---- | ---------------------------- | --- | --- | --- | --- | --- | --- | --------------------------------------- |
| 1968 | Lucy Brown Is Back in Town – | — | — | — | — | — | NL21 (5 Wo.)NL | Erstveröffentlichung: September 1968    |
| 1968 | Send Me a Postcard –         | — | — | — | — | — | NL11 (7 Wo.)NL | Erstveröffentlichung: Dezember 1968     |
| 1969 | Long and Lonesome Road –     | — | — | — | — | US75 (5 Wo.)US | NL17 (7 Wo.)NL | Erstveröffentlichung: 27. Februar 1969  |
| 1969 | Venus At Home                | DE2 (24 Wo.)DE | AT2 (20 Wo.)AT | CH1 (18 Wo.)CH | UK8 (11 Wo.)UK | US1 Gold · (14 Wo.)US | NL3 (26 Wo.)NL | Erstveröffentlichung: 14. Juli 1969     |
| 1969 | Mighty Joe –                 | DE5 (16 Wo.)DE | AT16 (8 Wo.)AT | CH6 (4 Wo.)CH | UK43 (3 Wo.)UK | US43 (7 Wo.)US | NL1 (18 Wo.)NL | Erstveröffentlichung: 24. November 1969 |
| 1970 | Never Marry a Railroad Man – | DE12 (14 Wo.)DE | AT15 (16 Wo.)AT | CH6 (12 Wo.)CH | — | — | NL1 (12 Wo.)NL | Erstveröffentlichung: 29. Mai 1970      |
| 1970 | Hello Darkness –             | DE44 (2 Wo.)DE | — | — | — | — | NL6 (9 Wo.)NL | Erstveröffentlichung: 12. November 1970 |
| 1971 | Shocking You Third Album     | DE45 (1 Wo.)DE | — | — | — | — | NL12 (5 Wo.)NL | Erstveröffentlichung: 26. Februar 1971  |
| 1971 | Blossom Lady Third Album     | DE41 (1 Wo.)DE | — | — | — | — | NL2 (10 Wo.)NL | Erstveröffentlichung: 13. August 1971   |
| 1971 | Out of Sight, Out of Mind –  | — | — | — | — | — | NL6 (10 Wo.)NL | Erstveröffentlichung: 15. November 1971 |
| 1972 | Inkpot                       | DE12 (19 Wo.)DE | — | — | — | — | NL5 (9 Wo.)NL | Erstveröffentlichung: 24. März 1972     |
| 1972 | Rock in the Sea Attila       | DE31 (4 Wo.)DE | — | — | — | — | NL12 (5 Wo.)NL | Erstveröffentlichung: August 1972       |
| 1972 | Eve and the Apple            | — | — | — | — | — | NL13 (8 Wo.)NL | Erstveröffentlichung: November 1972     |
| 1973 | Oh Lord Ham                  | — | — | — | — | — | NL14 (5 Wo.)NL | Erstveröffentlichung: 21. März 1973     |
| 1990 | Venus ’90 –                  | — | — | — | UK78 (2 Wo.)UK | — | — | Erstveröffentlichung: 5. August 1990    |

grau schraffiert: keine Chartdaten aus diesem Jahr verfügbar